# Campeonato Carioca Segunda Divisão 1985
In 1985 werd het achtste seizoen van de Segunda Divisão gespeeld, het tweede hoogste niveau voor voetbalclubs uit de Braziliaanse staat Rio de Janeiro. De competitie werd georganiseerd door de FERJ en werd gespeeld van 1 juni tot 27 oktober. Campo Grande werd kampioen.

## Eindstand
| Plaats | Club          | Wed. | W  | G  | V  | Saldo | Ptn. |
| ------ | ------------- | ---- | -- | -- | -- | ----- | ---- |
| 1.     | Campo Grande  | 22   | 13 | 9  | 0  | 35:10 | 35   |
| 2.     | Mesquita      | 22   | 12 | 8  | 2  | 35:10 | 32   |
| 3.     | Cabofriense   | 22   | 10 | 9  | 3  | 24:15 | 29   |
| 4.     | Rio Branco    | 22   | 8  | 9  | 5  | 27:19 | 25   |
| 6.     | Friburguense  | 22   | 9  | 6  | 7  | 18:16 | 24   |
| 5.     | Serrano       | 22   | 7  | 9  | 6  | 19:19 | 23   |
| 7.     | Royal         | 22   | 7  | 6  | 9  | 24:29 | 20   |
| 8.     | Rubro         | 22   | 5  | 10 | 7  | 25:29 | 20   |
| 9.     | São Cristóvão | 22   | 4  | 11 | 7  | 21:27 | 19   |
| 10.    | Madureira     | 22   | 6  | 6  | 10 | 16:21 | 18   |
| 11.    | Siderantim    | 22   | 4  | 2  | 16 | 19:39 | 10   |
| 12.    | Nacional      | 22   | 3  | 3  | 16 | 10:39 | 9    |

|  | Kampioen   |
|  | Promotie   |
|  | Degradatie |

### Kampioen
| Campeonato Carioca Segunda Divisão de Aceso de 1985 |
| Rio de Janeiro                                      |
| --------------------------------------------------- |
| CAMPO GRANDE Kampioen (1° titel)                    |